# Birckhahn (Adelsgeschlecht)

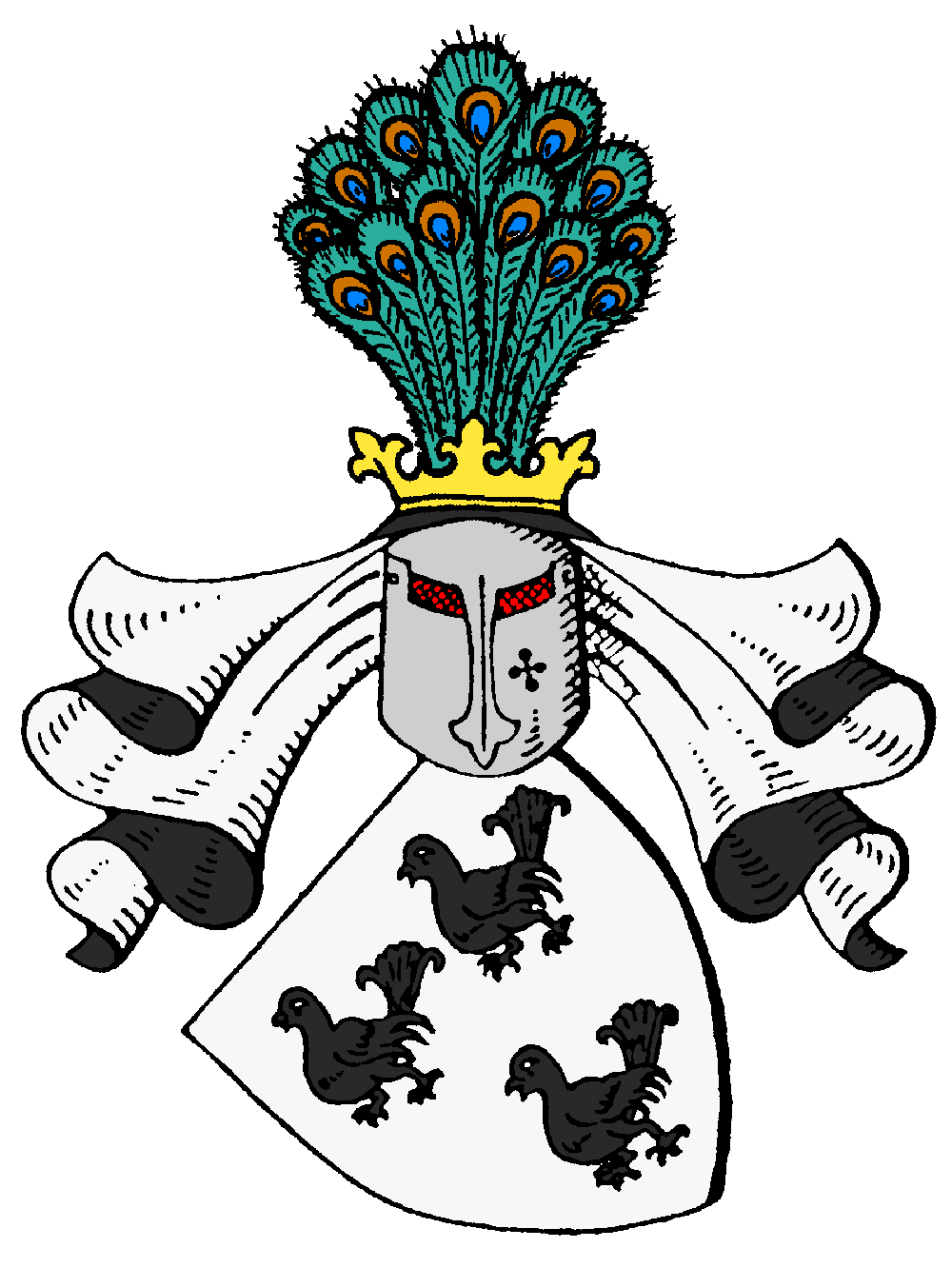
Wappen der mecklenburgischen Berkhahn

Stammwappen der preußischen Berkhahn

Birckhahn ist der Name eines ursprünglich mecklenburgischen, später preußischen Adelsgeschlechts.

## Geschichte
Das Geschlecht führt sich auf die mecklenburgischen Berkhahn zurück, die dort von 1316 bis 1520 zu Zehlendorf begütert waren. Aufgrund der Wappengleichheit wird von Historikern des 19. Jahrhunderts übereinstimmend eine Stammesverwandtschaft mit denen von Moltke als sehr wahrscheinlich angesehen. Mit Ritter Konrad Berkhahn wird die Familie 1247 erstmals urkundlich genannt. Die Stammreihe beginnt mit Mathias Birckhan 1450 in Mecklenburg, bzw. mit dessen mutmaßlichen Sohn Hans Birckhahn auf Geierswalde in Preußen, 1480–1490 urkundlich auftretend. Bereits im 16. Jahrhundert verpflanzte sich die Familie nach Ostpreußen und teilte sich in drei Linien, wovon zwei zu Beginn des 19. Jahrhunderts erloschen und lediglich die Linie Seyerswalde fortbestand.
Karl Wilhelm von Birckhahn, preußischer Kapitän und Erbherr auf Polgsen im Kreis Wohlau wurde am 7. Januar 1787 in den preußischen Freiherrnstand erhoben. Seine Witwe Jeanette, geb. von Sebottendorff (1765–1837) erhielt 1834 eine „Adelsanerkennung behufs Eintragung in die Rheinischen Adelsmatrikel“. Dem Adoptivsohn Carl von Birckhahn († nach 1836) wurde bereits am 13. Februar 1818 der Freiherrnstand mit Namen und Wappen anerkannt.
Das schlesisches Inkolat hat die Familie dreimal erlangt. Zuerst am 13. Februar 1781 für den nachmaligen Generalmajor Jakob Albrecht von Birkhahn (1733–1801), Erbherr auf der Vogtei Leschnitz, Ellguth, Niewe und Raswadze, sämtlich im Kreis Groß Strehlitz, dann für den Landrat des Kreises Pleß für Wilhelm Boguslaw Ernst von Birkhahn (1744–1819), auf Radlin und Mschanna am 19. Februar 1793, sowie am 17. Juli 1798 für Karl Freiherr von Birckhahn auf Kontopp im Kreis Grünberg.

## Weiterer Güterbesitz
Mecklenburg
- Herzberg (1793–1794)[1]

Preußen
- Augitten, Balden, Borcken, Camiontken, Craplau, Dietrichsdorf, Döhlau, Domkau, Erben, Gaynen, Glanden, Grodken, Grodzisken, Katmedien, Katzen, Kirschbaum (1775–1789), Kirsteindorf (1520–1750), Kittnau, Koslau, Lasdehnen, Lichteinen (1557–1750), Marattken, Masgowien, Nassen, Ostrometzko, Perg (1775–1780), Pierwoyen, Rakowen, Raschung (1780–1805), Reptowo, Rippen, Rossoggen, Sackerau, Schimken, Groß und Klein Strzygany sowie Wackern[7]

Schlesien
- Arnsdorf (1804–1830), Nixen (1804–1830), Ober Marklowitz und Wilhelmstal[7]

## Angehörige
- Jakob von Birckhahn (1580–1585), Landrat und Amtshauptmann zu Riesenburg
- Sigismund von Birkhahn, 1606 Starost von Soldau[7]
- Jakob Albrecht von Birkhahn (1733–1801), preußischer Generalmajor
- Wilhelm von Birckhahn (1744–1819), Landrat des Kreises Pleß
- Siegmund Ernst von Birckhahn, preußischer Kapitän, 1745 Ritter des Orden Pour le Mérite[8]

## Wappen

Wappen der preußischen Freiherren von Berkhahn

- Der mecklenburgische Urstamm Berkhahn führte im Schild drei Birkhähne. Auf dem Helm mit schwarz-silbernen Decken einen Birkhahn, alternativ einen Pfauenspiegel.[2]
- Das Stammwappen zeigt in Silber einen schwarzen Birkhahn. Auf dem Helm mit schwarz-silbernen Decken ein wachsender schwarzer Birkhahn.[3]
- Das um 1900 von der Familie geführte Wappen zeigt in Silber einen schwarzen Birkhahn auf grünem Boden. Auf dem Helm mit schwarz-silbernen Decken der schwarze Birkhahn wie im Schild.[3]
- Das freiherrliche Wappen (1786/1787) ist geviert, 1 und 4 in Blau auf grünem Hügel ein rechtsgekehrter, schwarzer Birkhahn, 2 und 3 in Gold auf einem grünen Hügel ein Palmbaum. Zwei gekrönte Helme mit rot-goldenen Decken, auf dem rechten der Birkhahn, auf dem linken die Palme. Als Schildhalter zwei golden gekrönte und bewehrte schwarze Adler.[9]